# Rayman 3: Hoodlum Havoc
Rayman 3: Hoodlum Havoc är ett datorspel utvecklat av Ubisoft och släppt 2003 till Nintendo Gamecube, Game Boy Advance, Playstation 2, Xbox och Microsoft Windows och 2004 till OS X. 

## Handling
I spelet har röda så kallade "lums" blivit förvandlade till svarta lums, eller hoodlums och tar över jorden och stjäl päls från djuren och syr kläder till "hoodlumar" som tar över världen. Rayman beger sig, tillsammans med sin gode vän Globox, iväg för att rädda världen från svarta lums och göra om dem till vanliga röda lums igen. 
Det finns nio världar och man ska bland annat samla ihop diamanter och ädelstenar för att få poäng för att låsa upp bonusbanor som man kan gå igenom när man har klarat hela spelet, eller gå till menyn och se om man har lyckats låsa upp en del och se roliga videoklipp eller spela extraspel.